# جو غيونغ هوان (ممثل)
جو كيونغ هوان (21 مارس 1945 - 13 أكتوبر 2012) ممثل وأستاذ جامعي من كوريا الجنوبية . إشتهر بدور الوزير أوه في المسلسل التاريخي جوهرة القصر.
توفي في 13 أكتوبر 2012 بسبب سرطان الكبد.